# 土壤化学
土壤化学是指对于土壤的化学特性的研究。土壤化学受到矿物质、有机物、环境相关等的因素的影响。

## 历史
直至20世纪60年代末，土壤化学主要着重于土壤中为成土作用做出贡献的或影响植物生长的反应。后来研究延伸到环境污染、有机与无机土壤污染物、潜在的生态健康和环境健康风险。因此，土壤化学的重点由土壤学与农业土壤科学转向环境土壤科学。

## 环境土壤科学
环境土壤化学的知识对预测环境中污染物潜在的淋溶性和毒性及其归趋是极其重要的。环境污染物中大多数在形成初既被释放到土壤中。当化学物质排放到土壤环境中时发生无数的化学反应可以增强或减弱污染物的毒性。这些反应包括吸附/解吸作用、沉降、聚合、溶解、络合以及氧化/还原。这些反应经常被参与环境整治的科学家和工程师所忽视。了解这些过程可以帮助我们更好地预测污染物的归趋和毒性并利用这些知识来发展合理且划算有效的治理策略。

## 概念
- 阴阳离子交换量
- 土壤pH
- 矿物质结构与转换过程
- 粘土 矿物学
- 土壤中的吸着与沉淀反应
- 氧化还原反应